# 河内部阿斯比多
河内部阿斯比多（かわちべのあしひた、生没年不詳）は、欽明天皇に上奏した朝鮮（百済、加羅、安羅）から派遣された倭系使者。

## 概要
『日本書紀』欽明紀十三年五月戊辰朔条は「五月戊辰朔乙亥。百濟。加羅。安羅。遣中部徳率木劦今敦。河内部阿斯比多等。奏曰。」と記録している。河内部阿斯比多を倭国に派遣したのが百済であったのか、安羅であったのかは不詳であるが、河内部阿斯比多の帰国記事である『日本書紀』欽明紀十四年正月戊寅条は「正月戊寅。百濟使人中部徳率木劦今敦。河内部阿斯比多等罷歸。」と記録しており、河内部阿斯比多を百済の使臣とみることもできるため、この場合、日本人であるが、百済王権に仕えた倭系百済官僚になる。
鄭僑源は、「今日に於ては、内鮮人間の氏名などが、著しく相違するので、まるで血族的交渉がない様に見えるが、決して左にあらず。中古以前は姓名も両者殆んど同一であったのである。例へば蘇我馬子が日本最初の寺院として建立した法興寺の工事のために百済から呼んだ工匠、即ち太良未太、文賈古子の姓名の如き、又瓦工の麻奈文奴とか聖明王時代日本に使せる紀臣奈率弥麻沙、物部施徳麻奇牟、河内部阿斯比多の如き、又百済滅亡の時の将軍鬼室福信の如き、何れも今の朝鮮式の姓名とは凡て異り、むしろ日本的であるといふことができるのである」と述べている。

## 官位
河内部阿斯比多は、百済官位を有していない。『日本書紀』欽明紀十四年正月戊寅条「中部徳率木劦今敦。河内部阿斯比多」とあることから、徳率の省略と捉える向きもあるが、『日本書紀』欽明紀二年七月「前部奈率鼻利莫古。奈率宣文。中部奈率木刕昧淳。紀臣奈率彌麻沙等」と記すように、同じ官位であっても個人ごとに明記するのが通例であるため、河内部阿斯比多は官位を有していないか、少なくとも称していない。官位を有していないことから倭系百済官僚と断定することはできないが、私的に百済に入り込み結合する倭人が存在したことが確認できる。